# ليندون بايرز
ليندون بايرز هو لاعب هوكي جليد كندي، ولد في 29 فبراير 1964 في Nipawin ‏ في كندا.

## وصلات خارجية
- ليندون بايرز على موقع دوري الهوكي الوطني (الإنجليزية)
- ليندون بايرز على موقع EliteProspects.com (الإنجليزية)
- ليندون بايرز على موقع HockeyDB.com (الإنجليزية)
- ليندون بايرز على موقع Hockey-Reference.com (الإنجليزية)
- ليندون بايرز على موقع ميوزك برينز (الإنجليزية)